# Jikirum Adjaluddin
Jikirum Adjaluddin (Siasi, 9 februari 1912 - 1 april 1938) was een Filipijns zwemmer gespecialiseerd in de schoolslag en vrije slag. Adjaluddin deed namens de Filipijnen mee aan de Olympische Zomerspelen van 1932 en 1936 en was meer dan 60 jaar lang de enige zwemmer uit Zuidoost Azië die op meer dan een onderdeel minimaal de halve finale op de Olympische Spelen haalde.

## Biografie
Jikirum Adjaluddin werd geboren op 11 januari 1911 in Siasi in de Filipijnse provincie Sulu. 
Adjaluddin deed tweemaal mee de Olympische Zomerspelen. Bij de Olympische Zomerspelen van 1932 in Los Angeles haalde hij de finale van het onderdeel 200 meter schoolslag. In de finale eindigde hij met een tijd van 2:49,2 op de vijfde plaats. Vier jaar later vertegenwoordigde hij bij de Olympische Zomerspelen van 1936 opnieuw zijn vaderland. Ditmaal deed hij mee op de drie onderdelen. Zowel op de 100 meter vrije slag als op de 200 meter schoolslag haalde hij de halve finales. Hij was daarmee meer dan 60 jaar lang de enige persoon uit Zuidoost Azië die op meer dan twee onderdelen de halve finale haalde tot 2016 toen zowel Joseph Schooling als Quah Zheng Wen, beide zwemmers namens Singapore op de Olympische Zomerspelen 2016, de halve finales op twee onderdelen haalden. Met de Filipijnse estafetteploeg werd Adjaluddin op het onderdeel 4x200 meter vrije slag in de 1e ronde uitgeschakeld.
Adjaluddin vertegenwoordigde zijn land ook tweemaal op de Spelen van het Verre Oosten. In 1930 won hij zilver op de 200 meter schoolslag. In 1934 veroverde hij brons op dat onderdeel en zilver met de estafetteploeg op de 4 x 200 m vrije slag.
Adjaluddin overleed in 1938 op 26-jarige leeftijd. Hij werd begraven op Clark Veterans Cemetery in Angeles in de provincie Pampanga.